# Limbourg-sur-la-Lahn
Pour les articles homonymes, voir Limbourg (homonymie).
Ne doit pas être confondu avec Limbourg-sur-la-Lenne ou Limbourg (ville).

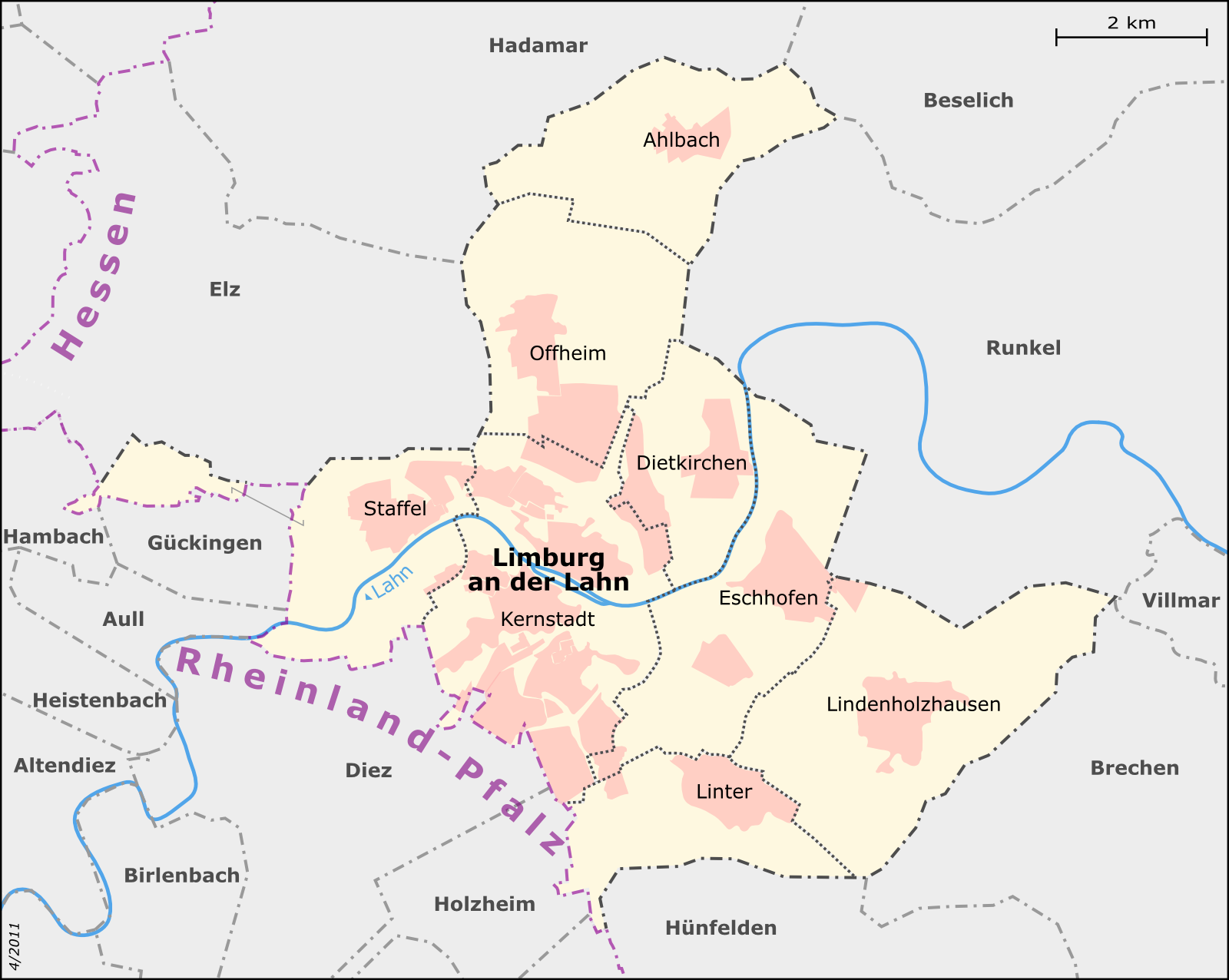
Limbourg avec son agglomération

Limbourg-sur-la-Lahn ou Limburg an der Lahn est une ville allemande, chef-lieu (Kreisstadt) de l'arrondissement (Landkreis) de Limbourg-Weilbourg en Hesse.

## Géographie

### Situation géographique
La ville est située au centre approximatif d'une cuvette entre le Taunus et le Westerwald dans le bassin de Limbourg. Grâce à son climat et à sa terre favorable, ce bassin est une région agricole très productive. Limbourg connaissait depuis le Moyen Âge un trafic de grande importance grâce à ses passages avantageux pour franchir la rivière Lahn.

### Quartiers
| Nr. | Quartier (Stadtteil) | Population |
| 1   | Limbourg (Kernstadt) | 18.219     |
| 2   | Lindenholzhausen     | 3270       |
| 3   | Linter               | 3184       |
| 4   | Eschhofen            | 2794       |
| 5   | Offheim              | 2583       |
| 6   | Staffel              | 2520       |
| 7   | Dietkirchen          | 1694       |
| 8   | Ahlbach              | 1259       |

### Communes avoisinantes
- Aull
- Beselich
- Brechen
- Diez
- Elz
- Gückingen
- Hadamar
- Hahnstätten
- Holzheim
- Hünfelden
- Runkel
- Villmar

Les grandes villes les plus proches sont :
- Wetzlar
- Wiesbaden
- Coblence

## Étymologie
L'origine du nom Limburg pourrait avoir deux significations :
- La théorie la plus populaire mais la moins vraisemblable est que la ville tire son nom de Lindwurm, c'est-à-dire la « voivre » ou « vouivre ».
- Dans une seconde hypothèse, le nom proviendrait du mot gaulois linda, désignant l'eau. On peut le comprendre en rapport avec la rivière Lahn et le ruisseau Linter.

## Histoire
| Appartenances historiques Comté d'Isembourg-Limbourg 1258-1406 Électorat de Trèves 1406-1801 Nassau-Weilbourg 1801-1806 Duché de Nassau 1806-1866 Royaume de Prusse (Province de Hesse-Nassau) 1866-1918 République de Weimar 1918-1933 Reich allemand 1933-1945 Allemagne occupée 1945-1949 Allemagne 1949-présent |

La localité de Limbourg est citée pour la première fois en 910 sous le nom de « Lintpurc » au moment où la fondation « Saint George » est construite. Elle a été construite autour du château fort nommé Lintpurc au VIIe siècle. Le nom de Lintpurc vient du nom du ruisseau de Linter qui se déverse près du château dans la rivière Lahn (donc Lintpurc signifie « château fort du ruisseau de Linter »). Le château fort a été construit à l'époque des Mérovingiens pour protéger le gué sur la rivière Lahn situé près du ruisseau.
La ville a profité de sa position bien située. Pendant le Moyen Âge, elle s'est développée comme ville commerçante. Elle était un des arrêts sur la route commerciale nommée Via publica entre Cologne et Francfort. Le développement de la ville était fortement lié avec la fondation « Saint George » et surtout avec la cathédrale Saint-Georges siège du Diocèse de Limbourg. 
Limbourg est aujourd'hui, avec son centre historique presque complètement conservé et sa magnifique cathédrale, un but touristique de première classe. On peut admirer les maisons à colombage du XIIIe au XVIIIe siècle. Pendant l'assainissement du centre historique, on a découvert une des plus vieilles maisons à colombage d'Allemagne. Il s'agit de la maison gothique « Römer 2-4-6 » qui fut construite en 1235. Le centre de la localité est classé monument historique.
Le 19 septembre 1796, lors de la bataille de Limbourg, l'arrière-garde française du général Marceau arrête les troupes autrichiennes. La  99e demi-brigade de deuxième formation s'y distingue particulièrement. 
Une partie de la Brigade irlandaise a été recrutée au camp de prisonniers de guerre de Limbourg-sur-la-Lahn, par ou sous la direction de Roger Casement.
Lors de la Seconde Guerre mondiale, la ville abrite le Stalag XII A.

## Politique

### Bourgmestre
Depuis 1997, le bourgmestre est Martin Richard (CDU).

### Jumelages
La ville est jumelée à :
- Sainte-Foy-lès-Lyon (France) depuis 1967
- Audembourg (Belgique) depuis 1972
- Lichfield (Angleterre) depuis 1992

## Économie
- Vectus Verkehrsgesellschaft mbH est une société de transports ferroviaires régionaux.
- Mundipharma est un laboratoire de recherche pharmaceutique, comptant parmi les plus gros employeurs de la région.
- Tetra Pak est un des leaders mondiaux de l'emballage alimentaire.
- Blechwarenfabrik Limburg est une entreprise d'emballages métalliques fondée en 1872.
- MOBA Mobile Automation AG est un nom bien établi dans l'automatisation mobile depuis plus de 48 ans.

### Transports
- Autoroute A3
- Gare de Train à grande vitesse ICE entre Cologne et Francfort (Ligne Cologne - Francfort).
- Gare principale du trafic régional (chemin de fer Main-Lahn, chemin de fer Unterwesterwald).

## Sports
Limbourg est célèbre pour son sport de haut niveau dans les domaines de l'aviron et du hockey sur gazon. Les clubs s'appellent :
- Limburger Club für Wassersport 1895/1907 e.V.
- Limburger Hockey Club

### Théâtres
- Cabaret "Thing e.V."

## Galerie photo

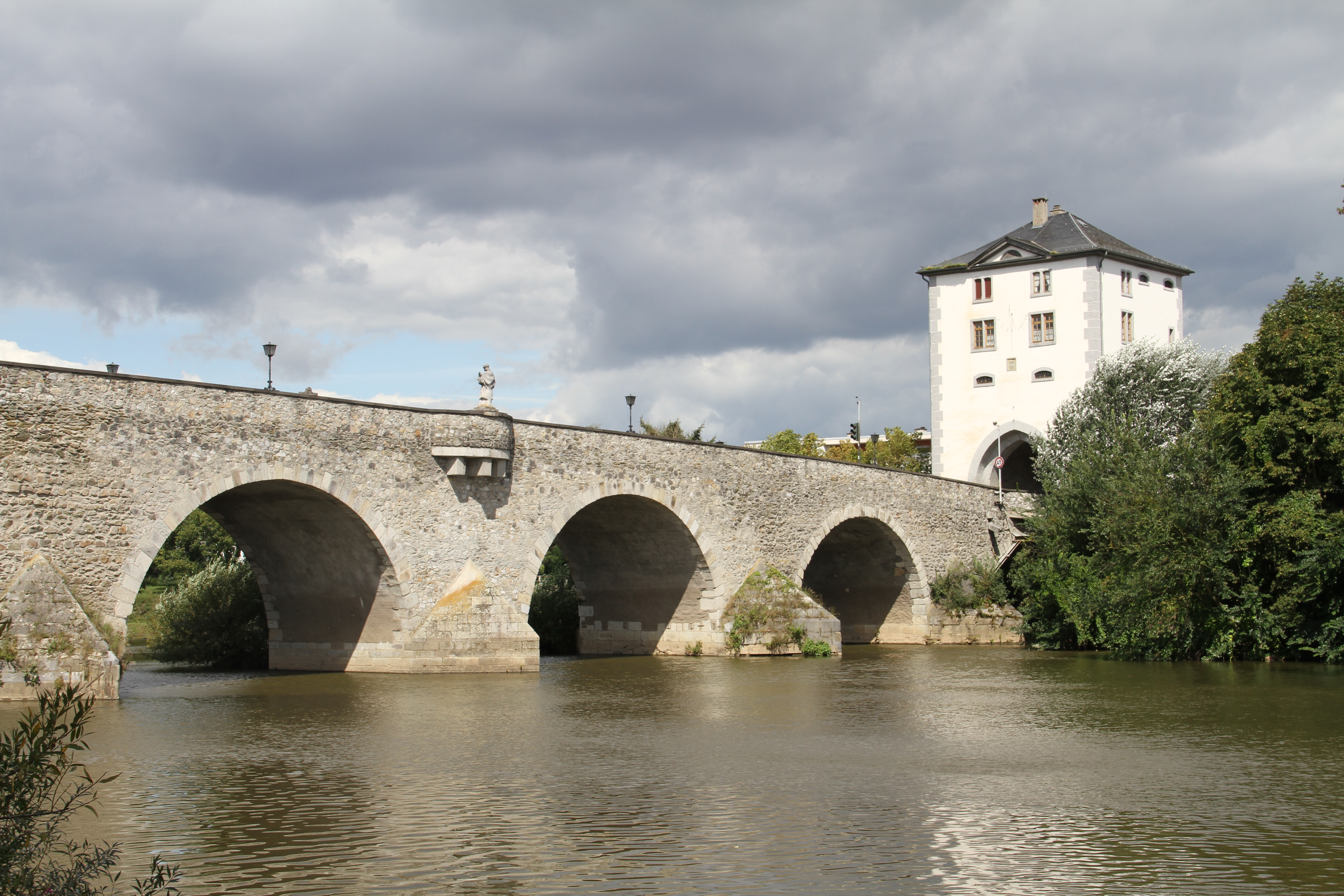
Vieux pont de Lahn avec tour
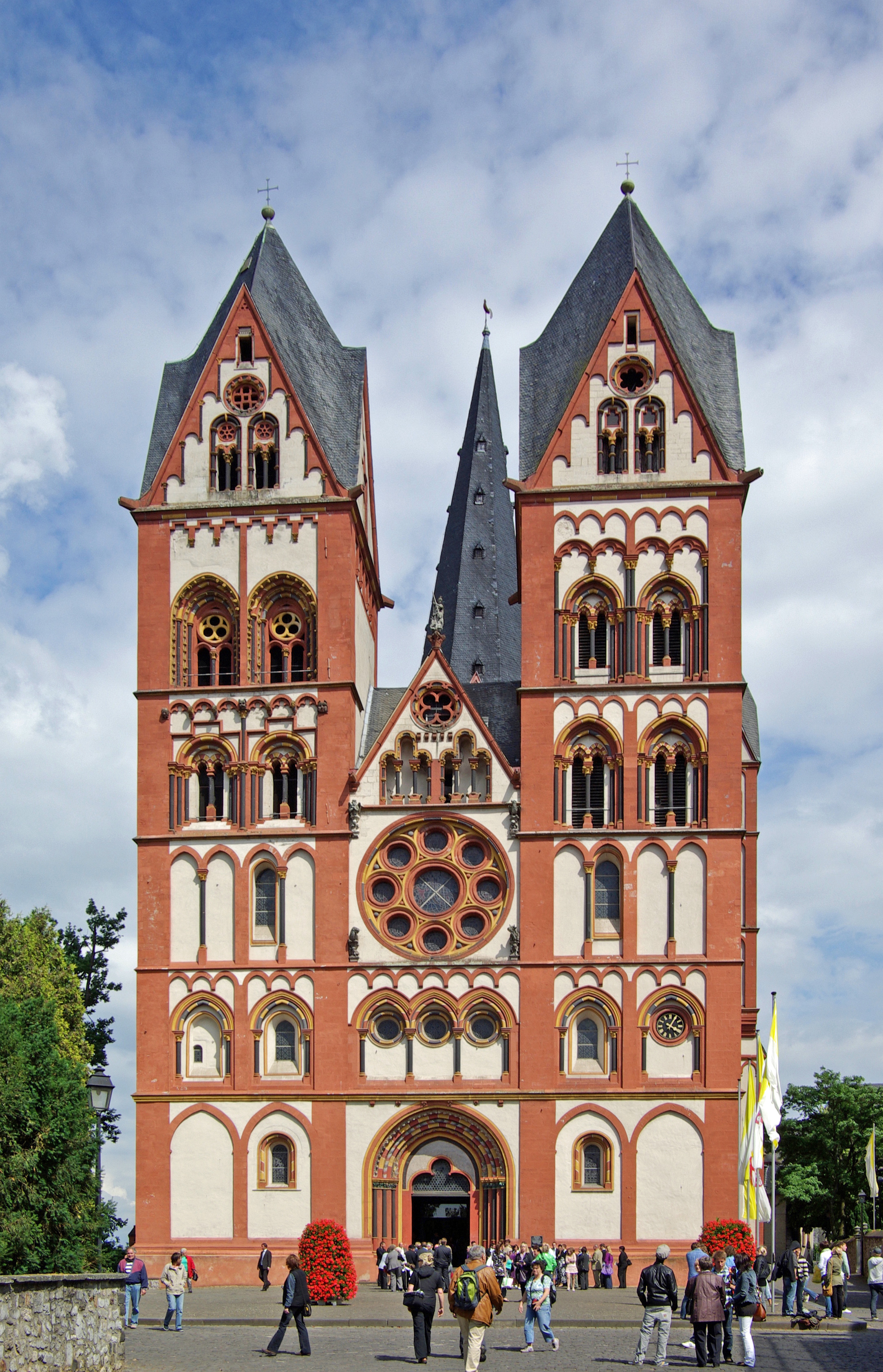
Vue frontale de la cathédrale
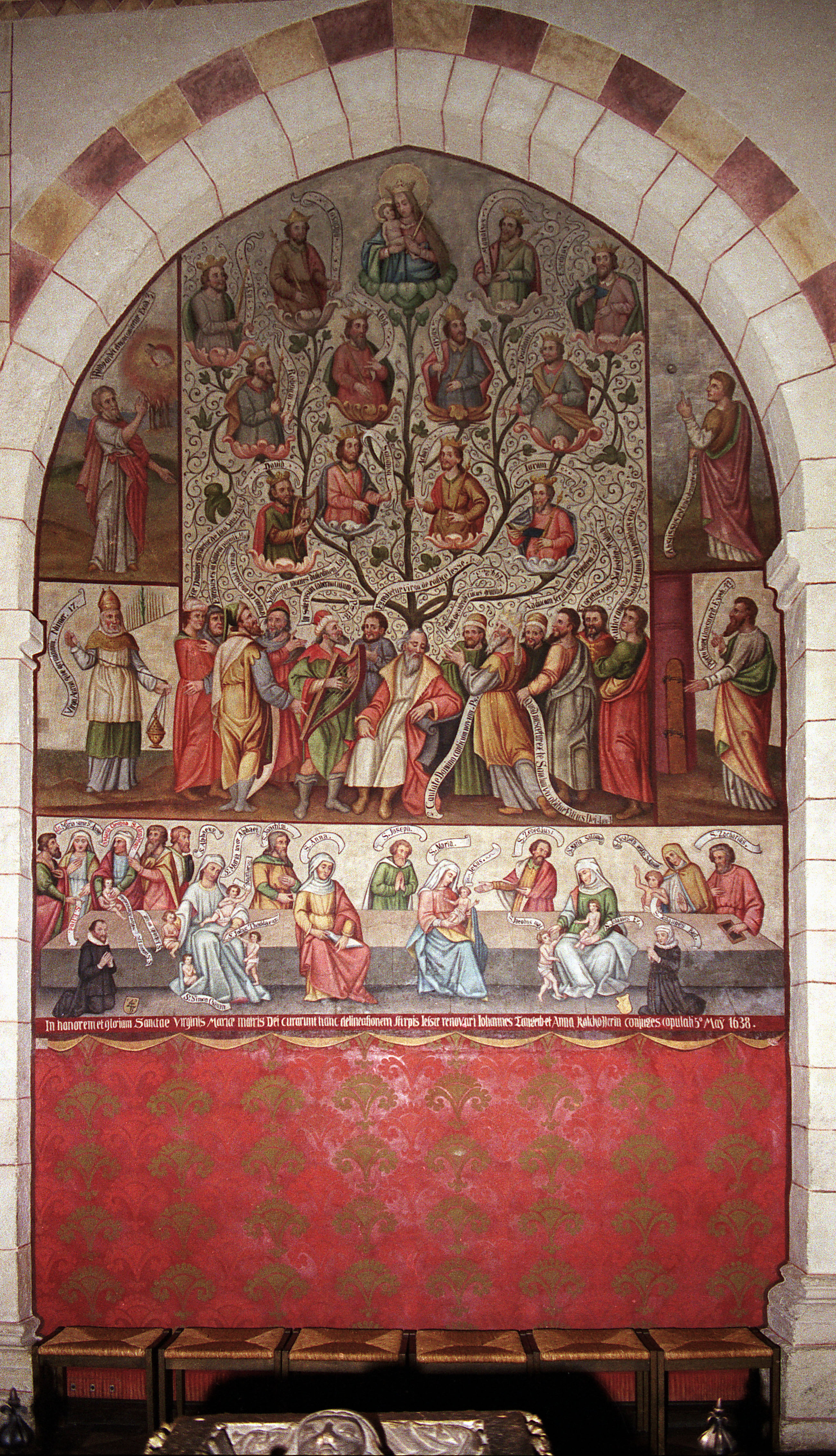
Vue intérieure de la cathédrale (lignée des ancêtres)
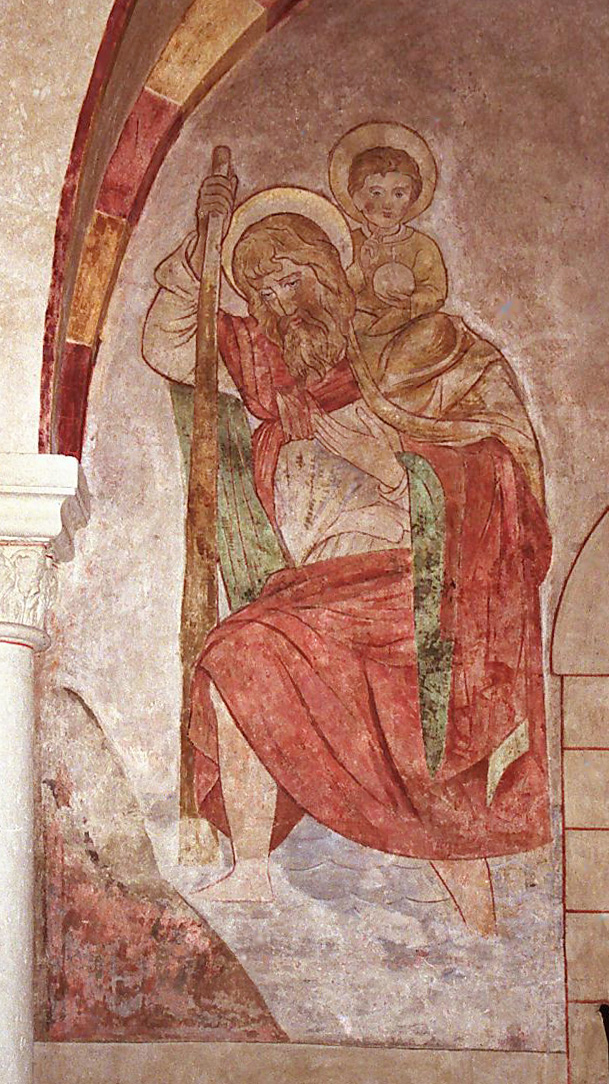
Vue intérieure de la cathédrale (Christopherus)
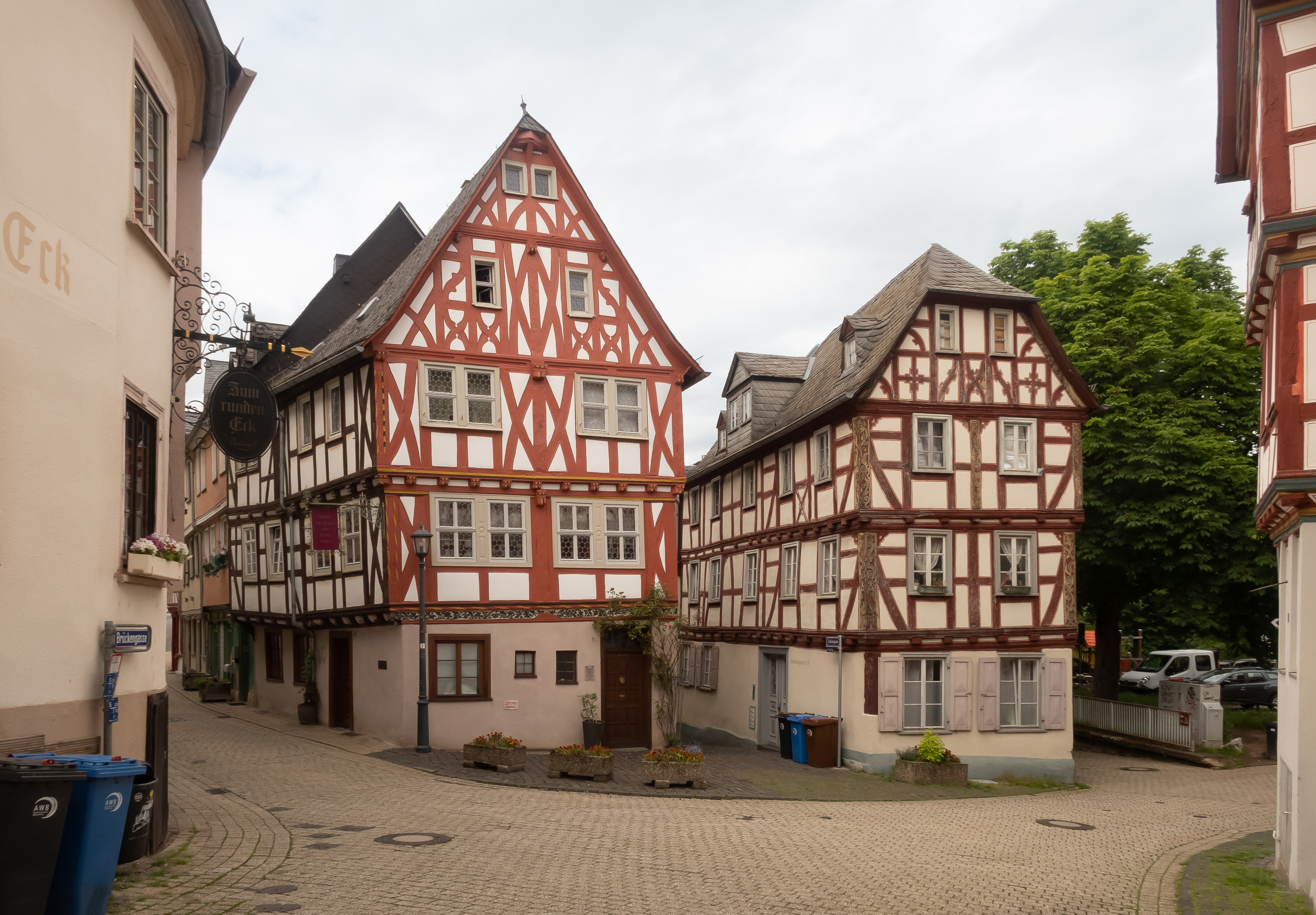
La vieille ville
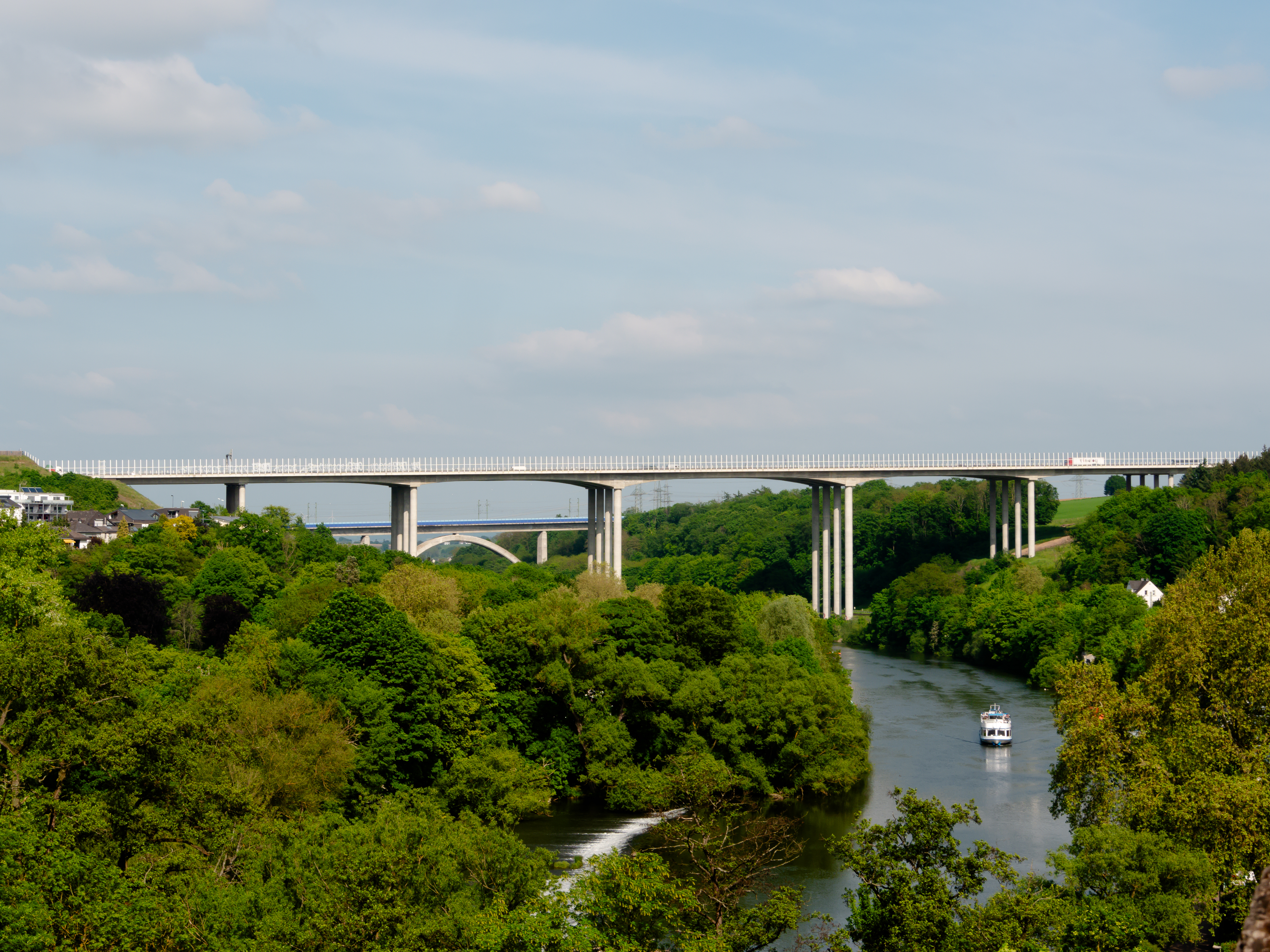
Vue de la Lahn à Limbourg
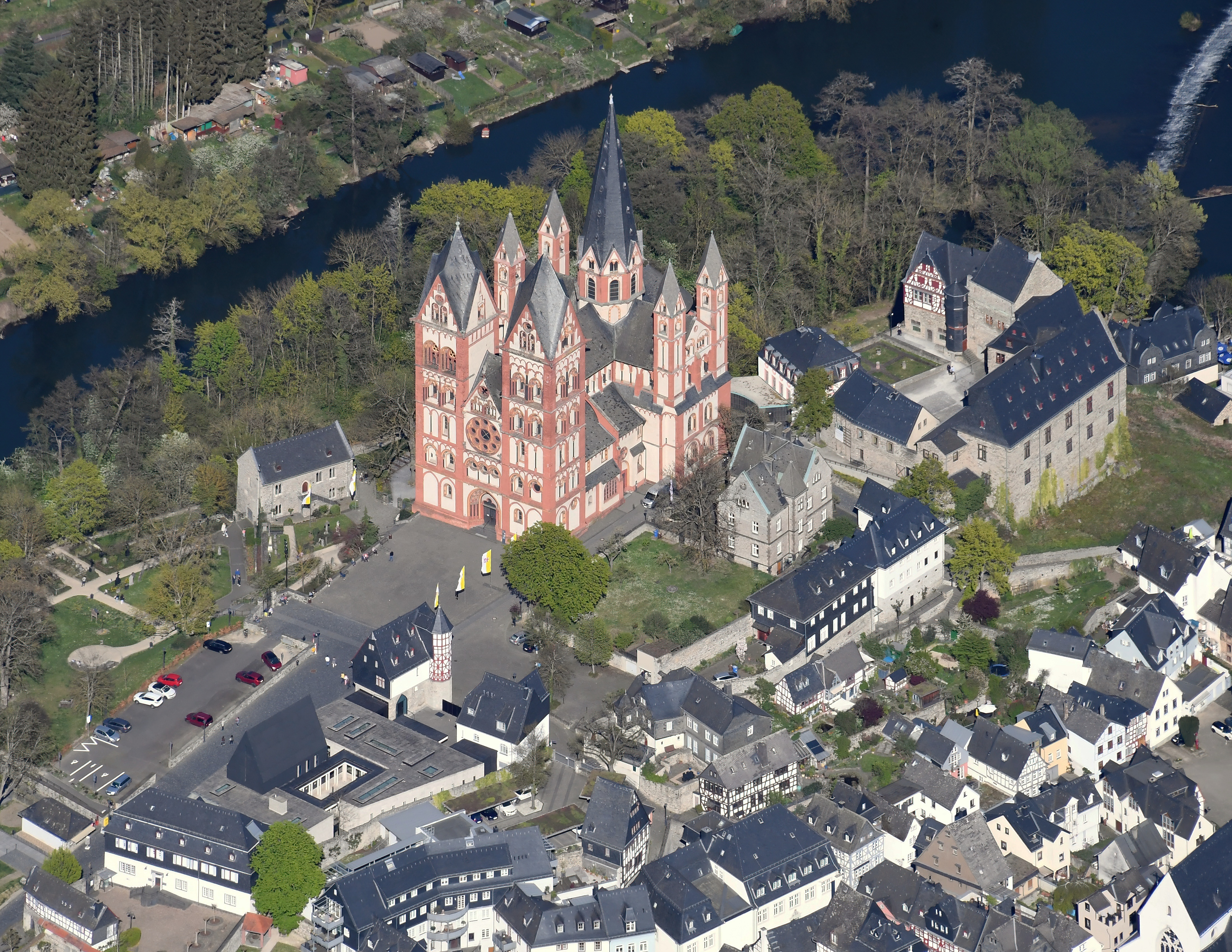
Vue aérienne de la cathédrale et du château
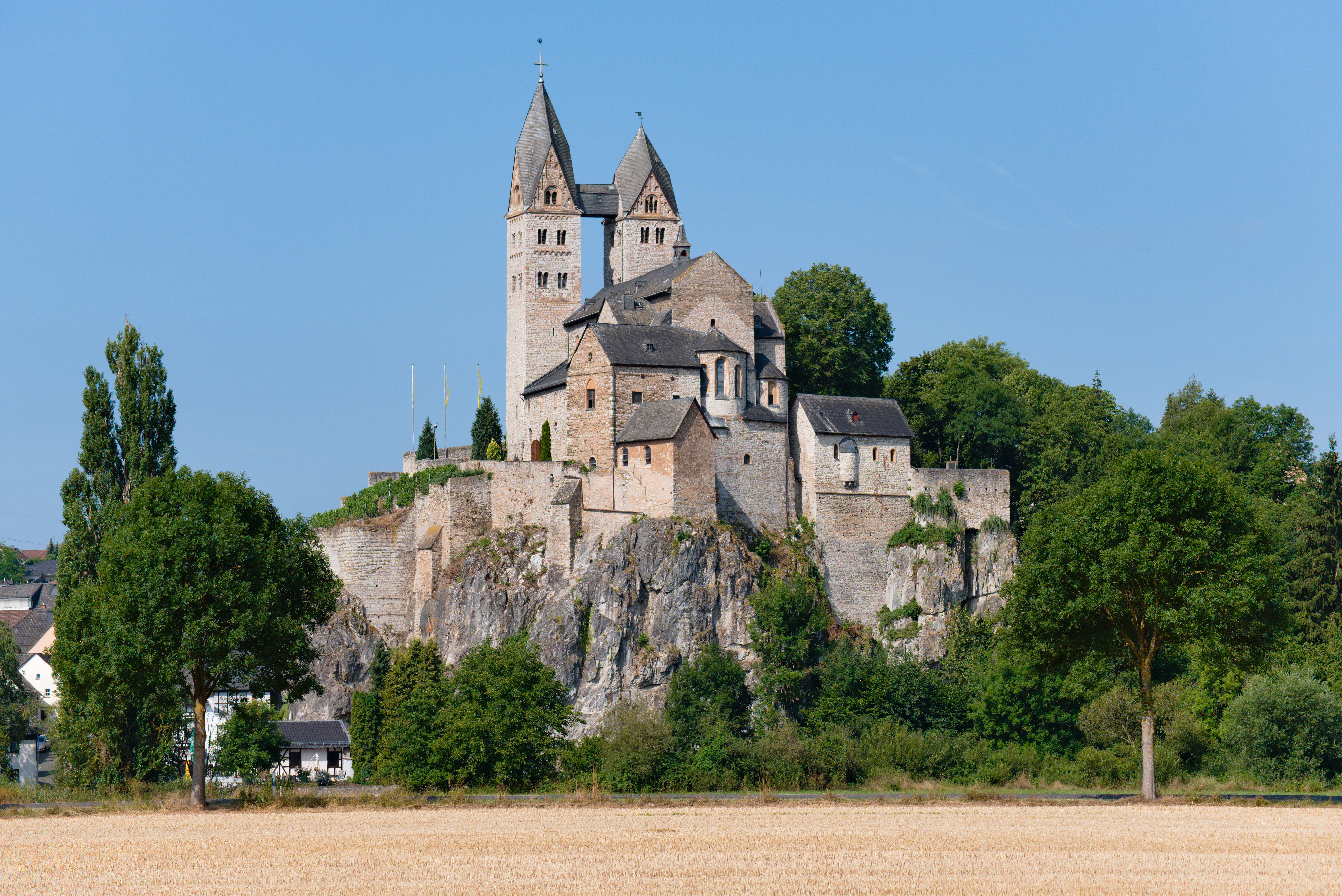
Basilique romane Saint-Lubentius

## Personnalités
- Josef Eberz (1880-1962), peintre, né à Limbourg-sur-la-Lahn
- Tilemann Elhen von Wolfhagen (humaniste)
- Leo Sternberg (écrivain)
- Frederik Hetmann (écrivain)
- Walter Neuhäusser (architecte)
- Germar Rudolf (négateur d'holocauste)
- L'Ensemble Vocapella Limburg

## Littérature
- Eugen Stille, Limburg an der Lahn und seine Geschichte, Limburger Vereinsdruckerei, Selbstverlag E. Stille, Limburg/Kassel 1971
- Heinz Maibach, Dokumente zur Limburger Stadt- und Kreisgeschichte 1870-1945, Limburg 1992
- Heinz Maibach, Limburg an der Lahn in alten Ansichten, Siebte Auflage, Zaltbommel/Niederlande 1993
- Limburg im Fluss der Zeit. Schlaglichter aus 1100 Jahren Stadtgeschichte. Limburg 2010 (Beiträge zur Geschichte der Kreisstadt Limburg a. d. Lahn 1)